# Bảo tàng Thiết bị gia dụng ở Ziębice
Bảo tàng Thiết bị gia dụng ở Ziębice (tiếng Ba Lan: Muzeum Sprzętu Gospodarstwa Domowego w Ziębicach) là một bảo tàng tọa lạc tại số 44 Quảng trường chợ, Ziębice, Ba Lan.

## Lược sử hình thành
Bảo tàng Thiết bị gia dụng ở Ziębice được thành lập vào năm 1931. Trụ sở của Bảo tàng là Tòa thị chính lịch sử ở Ziębice.

## Triển lãm

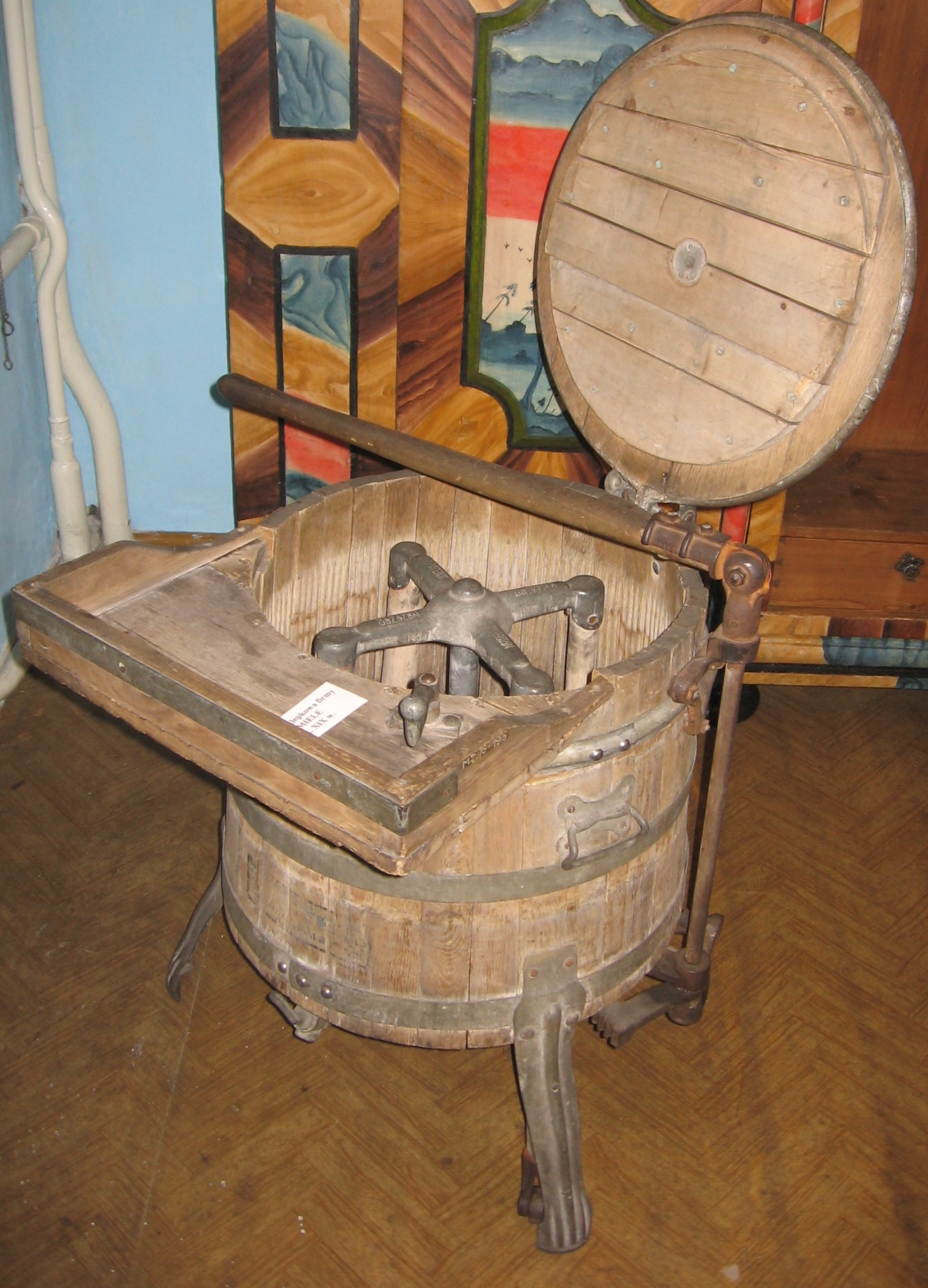
Một vật trưng bày trong Bảo tàng

Bộ sưu tập của Bảo tàng Thiết bị gia dụng ở Ziębice hiện đang bao gồm các triển lãm thường trực sau:
- bộ sưu tập các tác phẩm điêu khắc tôn giáo Silesian từ thế kỷ 15 đến thế kỷ 19
- bộ sưu tập vũ khí quân sự và săn bắn từ thế kỷ 18 đến thế kỷ 19
- bộ dụng cụ ẩm thực của giai cấp tư sản (gồm đồ dùng trên bàn ăn từ thế kỷ 18 đến thế kỷ 20)
- các bộ sưu tập thủ công mỹ nghệ Silesian
- đồ nội thất từ thế kỷ 17 đến thế kỷ 20
- bộ sưu tập tranh từ thế kỷ 17 đến thế kỷ 20; trong đó, đặc biệt là các bức tranh của Joseph Langer (1865-1918), một họa sĩ người Silesia quê ở Ziębice[1]
- bộ sưu tập bàn là từ thế kỷ 17 đến thế kỷ 20
- phòng chờ được xây theo kiến trúc baroque (thế kỷ 17 - 18);
- phòng khách tư sản theo phong cách Biedermeier (nửa đầu thế kỷ 19), và các thứ khác[2]